# Bufo surdus
Bufo surdus là một loài cóc trong họ Bufonidae. Chúng được tìm thấy ở Iran, Pakistan, có thể Afghanistan, và Iraq.
Các môi trường sống tự nhiên của chúng là vùng cây bụi khô khu vực nhiệt đới hoặc cận nhiệt đới, đồng cỏ khô nhiệt đới hoặc cận nhiệt đới vùng đất thấp, đầm nước ngọt có nước theo mùa, suối nước ngọt, đất canh tác, vùng đồng cỏ, vườn nông thôn, các vùng đô thị, và đất có tưới tiêu. Loài này đang bị đe dọa do mất nơi sống. Loài này phổ biến ở khu vực Kirkuk của Iraq.

## Hình ảnh

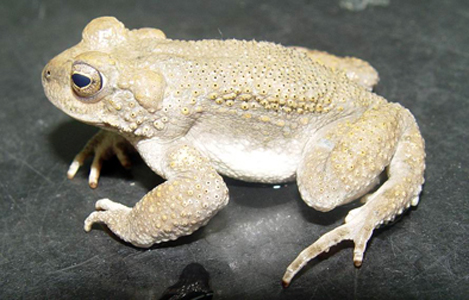